# 사랑도 리필이 되나요?
《사랑도 리필이 되나요?》는 2005년 11월 7일부터 2006년 6월 5일까지 KBS 2TV에서 방영된 한국방송공사 시트콤이다.

## 등장 인물

### 주요 인물
- 정찬우 : 강동우 역
- 변정수 : 홍진주 역
- 이상우 : 이상우 역
- 김태연 : 홍선주 역
- 변우민 : 최상태 역

### 그외 인물들
- 이영유 : 최예나 역
- 강수지 : 강수지 역
- 박철민 : 채동원 역
- 이동훈 : 이순신 역
- 신주아 : 오세리 역
- 한민 : 홍미주 역
- 김현중 : 윌리엄 HJ 리 역
- 최성준 : 정재민 역
- 이소라 : 소라 역 (중도 하차)
- 이영란 : 윤두심 역
- 서성광
- 김종민
- 홍경민
- 김C
- 조혜련
- 박정민 (같은팀의 멤버이자 김현중을 응원하기 위해 특별출연하였다)
- 성시경
- 박휘순
- 박성호
- 안상태
- 유지연
- 김기수
- 이숙
- 강유미
- 원미미
- 지서윤
- 강이석
- 장지민
- 최인숙
- 송서연
- 최원홍